# 3966 Cherednichenko
3966 Cherednichenko је астероид чија средња удаљеност од Сунца износи 3,230 астрономских јединица (АЈ).
Апсолутна магнитуда астероида је 11,9.